# 山内流
山内流（やまうちりゅう、やまのうちりゅう）は、大分県臼杵市に伝わる日本泳法の流派のひとつ。臼杵山内流とも呼ばれる。日本水泳連盟が認定する13流派のうちのひとつである。また、1966年（昭和41年）3月22日に大分県の無形文化財に指定された。

## 概要
豊後水道に面する臼杵藩では、既に16世紀の大友義鑑の治世に水練が始められたと伝えられ、古くから水練術が盛んであったが、江戸時代後期の1822年（文政5年）に神伝流を修めた伊予松山藩士の山内久馬勝重から臼杵藩士稲川清記が勝重流と称する新たな泳法を伝授されると、以後臼杵藩の代表的な泳法となった。一時衰微したが、1892年（明治25年）に当時の臼杵町長であった宇野治光らの尽力により町営となり、その際に流名を統一して山内流の名が定まった。
1930年（昭和5年）に全国的な泳法流派が加盟する日本游泳連盟が設立され、規約で岩倉流、踏水術（小堀流）、観海流、向井流、野島流、山ノ内流、神伝流、水府流太田派が加盟し、設立時加盟団体となった（規約では「山ノ内流」）。
山内流泳法の基本は斜横泳と立泳である。斜横泳は遠泳に適した泳法で、頭を正面に向け体を斜横にして、手は手繰手、足は三節扇足で泳ぐ。立泳は継扇足で、足だけで立ち泳ぎをしながら、大きな旗を振ったり、弓矢を引いたり、書道をするといった妙技は有名である。これらは本来、水中で泳ぎながら戦を交えるための武術であった。
現在では、毎年7月21日から20日間にわたって中津浦鯉来ヶ浜に游泳所が開かれて、地元の児童などに術が伝授され、その最終日の8月10日には泳法披露が行われてた。
また、1980年代から、毎年1月3日には同所で寒中水泳大会が開かれていたが、30回を迎えた2016年（平成28年）を以ていったん休止しており、2017年（平成29年）からは有志による初泳ぎが行われている。